# Петар Велимировић
Петар Велимировић (Сиколе код Неготина, 16. јануара 1848 — Београд, 23. децембар 1911) био je српски политичар.

## Биографија
Завршио је Политехнику у Цириху. Године 1876. је био хапшен као следбеник Светозара Марковића због учешћа у социјалистичким манифестацијама у Крагујевцу, а затим је емигрирао у Угарску.
Први пут је изабран за народног посланика 1880. године.
Један је од оснивача Радикалне странке. После угушења Тимочке буне 1883. године емигрирао је у Бугарску.
За министра грађевина изабран је 1887. године у кабинету Јована Ристића, а исти ресор је имао је у кабинетима Ђорђа Симића, Николе Пашића и Саве Грујића.
Крајем 1902. године формирао је свој кабинет, који је био кратког века (месец дана).
Године 1903, председава заседању Народне скупштине, на којој је донета одлука о избору Петра I Карађорђевића за краља Србије.
Други пут је био на челу кабинета од 7. јула 1908. године до 11. фебруара 1909. године.
Преминуо је 23. децембра 1911. године.